# Adnan Hajj
Adnan Hajj is een freelance fotograaf gevestigd in het Midden-Oosten die meer dan 10 jaar voor Reuters werkte.
Hij is bekend om een aantal dramatische foto's van het Arabisch-Israëlisch conflict waarvan de geloofwaardigheid onder vuur is komen te liggen nadat bekend werd dat hij minstens twee foto's aanzienlijk had gemanipuleerd voordat ze gepubliceerd werden. Hij werd door Reuters ontslagen nadat de manipulatie aan het licht was gekomen.
Op 6 augustus 2006 maakte Reuters bekend elke samenwerking met Hajj te stoppen nadat de eerste gemanipuleerde foto was ontmaskerd door verschillende nieuwsblogs, vooral Little Green Footballs. Volgens Reuters´ hoofd van public relations had Hajj gezegd dat hij geprobeerd had stofsporen weg te werken en dat de fouten te wijten waren aan de slechte lichtomstandigheden waaronder hij moest werken. Critici verwierpen deze claim en toonden aan dat Hajjs gemanipuleerde foto een hele pluim rook toevoegde , verschillende gebouwen kopieerde en een zich herhalend patroon liet zien die aantoonde dat er minstens achttien verschillende knip-en-plakfuncties op een rookpluim waren toegepast.
Een tweede gemanipuleerde foto door Hajj, gedateerd 2 augustus liet een Israëlische F-16 boven Nabatiyeh in Zuid-Libanon zien. Deze was zo gemanipuleerd dat het aantal flares dat het vliegtuig liet vallen van één naar drie toenam. Na opmerkzaam te zijn gemaakt op deze tweede gemanipuleerde foto besloot Reuters op 7 augustus 2006 om Hajjs hele portfolio van 920 foto's uit haar database te verwijderen. Het persbureau stelde echter dat dit "niet betekent dat alle 920 foto's in onze database zijn aangepast. We weten dat dit niet het geval is bij de meeste beelden die we toe nu toe hebben bekeken."
Reuters heeft bekendgemaakt dat "de registratieprocedures in Libanon zijn verscherpt en alleen de hoofdstaf nu foto's uit het Midden-Oosten zal publiceren bij de Global Pictures Desk, met de eindcontrole door de Editor-in-Charge."
Andere foto's door Hajj worden betwijfeld door critici die zijn beelden onderzocht hebben van een reddingswerker die het lichaam van een kind bergt dat gedood zou zijn in Israëls bombardement op Qana. Bloggers claimen onbegrijpelijke inconsequenties te hebben gevonden in de datums van Hajjs foto's, verdubbeling van de afgebeelde onderwerpen en het maken van inaccurate of inconsistente bijschriften.